# Bengt Linders
Pour les articles homonymes, voir Henning.
Bengt Linders, né le 4 juin 1904 à Stockholm et mort le 25 décembre 1984 à Helsingborg, est un nageur suédois, spécialiste des courses de brasse.

## Carrière
Bengt Linders remporte le titre suédois sur le 200 mètres brasse en 1924, 1925 et 1926.
C'est sur cette course qu'il est engagé aux Jeux olympiques d'été de 1924 à Paris. Il remporte sa série en 3 min 3 s 40 et est qualifié pour les demi-finales. Arrivé deuxième de sa course en 3 min 1 s 40, il entre en finale. Il termine au pied du podium en 3 min 2 s 20.